# Aulo Mânlio Vulsão Capitolino
Aulo Mânlio Vulsão Capitolino (em latim: Aulus Manlius Vulso Capitolinus) foi um político da gente Mânlia nos primeiros anos da República Romana, eleito tribuno consular por três vezes, em 405, 402 e 397 a.C..

## Primeiro tribunato (405 a.C.)
Foi eleito novamente em 405 a.C., desta vez com Tito Quíncio Capitolino Barbato, Quinto Quíncio Cincinato, Lúcio Fúrio Medulino, Caio Júlio Julo e Mânio Emílio Mamercino.
Roma levou a guerra até Veios, cercando a cidade, que não conseguiu obter o apoio das demais cidades etruscas em sua guerra contra Roma.
| “ | No início do cerco, os etruscas realizaram assembleias lotadas perto do Templo de Voltumna, mas não conseguiram decidir se todos os etruscos deveriam entrar na guerra em favor dos veios. | ” |
|   | — Lívio, Ab Urbe condita IV, 4, 61.. |   |

## Segundo tribunato (402 a.C.)
Em 402 a.C., foi eleito tribuno novamente, desta vez com Quinto Servílio Fidenato, Lúcio Vergínio Tricosto Esquilino, Quinto Sulpício Camerino Cornuto, Caio Servílio Estruto Aala, pela terceira vez e Mânio Sérgio Fidenato, em segundo mandato.
Enquanto continuava o cerco a Veios pelos romanos, chegaram reforços inimigos de capenatos e faliscos, que atacaram a zona comandada por Sérgio Fidenato, colocando-o subitamente em dificuldades, principalmente depois da chegada de unidades veias.
A animosidade entre Sérgio Fidenato e Lúcio Vergínio, que comandava o acampamento mais próximo da zona de combate, provocou a derrota do exército romano, que perdeu completamente o acampamento dos soldados de Sérgio Fidenato:
| “ | A arrogância de Vergínio era comparável à teimosia de Sérgio, que, para não dar a impressão de precisar da ajuda de seu adversário, preferiu deixar vencer o inimigo a ter que agradecer a intervenção de um concidadão. O massacre dos soldados romanos pegos no meio da discussão durou um longo tempo | ” |
|   | — Lívio, Ab Urbe condita V, 8.. |   |

Logo depois do desastre, por conta de uma proposta de Caio Servílio, o Senado decidiu antecipar a nomeação dos novos tribunos consulares para as calendas de outubro ao invés de esperar os idos de dezembro, como era usual.
| “ | [...] e meus dois colegas farão o que o Senado decidiu ou, continuarem teimosamente resistindo, nomearei imediatamente um ditador que os obrigue a renunciar. | ” |
|   | — Lívio, Ab Urbe condita V, 9.. |   |

Ainda neste ano, a guarnição de Anxur (Terracina) foi derrotada pelos volscos.

## Terceiro tribunato (397 a.C.)
Em 397 a.C., foi eleito pela quarta vez, com Lúcio Júlio Julo, Lúcio Sérgio Fidenato, Aulo Postúmio Albino Regilense, Públio Cornélio Maluginense e Lúcio Fúrio Medulino. Os romanos continuavam o cerco de Veios, suportando também um ataque dos volscos à guarnição de Anxur (Terracina), e dos équos à colônia de Labico.
Neste difícil contexto é que aparecem os raides dos tarquínios, que queriam se aproveitar da difícil situação pela qual passava Roma sem sofrerem represálias, que, ao invés disso, foram organizadas por Aulo Postúmio e Lúcio Júlio, que surpreenderam os invasores em Cerveteri (Cere), o que permitiu que Roma diminuísse ainda mais os aliados dos etruscos.  Juntamente com seu colega Lúcio Júlio Julo, Aulo Postúmio reuniu um exército de voluntários, pois os tribunos da plebe se opunham a um alistamento geral. Conseguiram uma unidade de tarquínios que regressavam para casa depois de saquear o território romano
Os embaixadores enviados para interrogar o Oráculo de Delfos sobre o aumento do nível das águas do Lago Albano, perto de Alba Longa, retornaram com a seguinte resposta:
| “ | Ó romanos! Não deixem que as águas continuem no lago Albano ou que siga até o mar pelo seus canais normais. Deveis drenar os campos e dividi-las em rios menores. Isto feito, ataque com força e coragem os muros inimigos, lembrando que do destino revelado a vós hoje será lhes será concedida a vitória sobre a cidade assediada por tantos anos. Uma vez concluída a guerra como vencedores, tragam ao meu templo uma rica doação, e os ritos da pátria, que foram negligenciados, renovai-os e repeti-os segundo as tradições do passado | ” |
|   | — Lívio, Ab Urbe Condita V, 2, 16.. |   |

O remédio para resolver a questão dos ritos negligenciados incluiu a renúncia dos tribunos pelo resto de seu mandato, aos quais se seguiram três interrexes antes da eleição dos novos tribunos consulares.

## Anos seguintes
Em 394 a.C., Aulo Mânlio foi um dos três embaixadores patrícios (outro foi Lúcio Valério Potito) enviados a Delfos para realizar uma oferenda a Apolo (uma cratera de ouro) pela vitória sobre Veios. Os embaixadores romanos foram capturados por piratas da ilha de Lipari, mas seu líder, Timasiteu, acabou libertando-os.